# 羅克鎮區 (北達科他州格蘭特縣)
羅克鎮區（英語：Rock Township）是位於美國北達科他州格蘭特縣的一個鎮區。

## 地方資料
羅克鎮區的面積為92.16平方千米，皆為陸地。根據2020年美國人口普查的數據，當地共有人口19人，而人口密度為每平方千米0.21人。